# Liste der Monuments historiques in Chilly-Mazarin
Die Liste der Monuments historiques in Chilly-Mazarin führt die Monuments historiques in der französischen Gemeinde Chilly-Mazarin auf.

## Liste der Bauwerke
| Bezeichnung                    | Beschreibung | Standort                  | Kennzeichnung | Schutzstatus | Datum | Bild |
| ------------------------------ | ------------ | ------------------------- | ------------- | ------------ | ----- | ---- |
| Château de Bel Abord (Schloss) |              | 36, avenue Mazarin (Lage) | PA00087859    | Inscrit      | 1984  |      |
| Rathaus                        |              | (Lage)                    | PA00087857    | Inscrit      | 1926  |      |
| Kirche St-Étienne              |              | (Lage)                    | PA00087858    | Classé       | 1923  |      |
| Haus                           |              | 49, avenue Mazarin (Lage) | PA00087860    | Inscrit      | 1984  |      |
| Haus                           |              | 55, avenue Mazarin (Lage) | PA00087861    | Inscrit      | 1984  |      |

## Liste der Objekte
- Monuments historiques (Objekte) in Chilly-Mazarin in der Base Palissy des französischen Kultusministeriums